# Johan Gustav Hedman

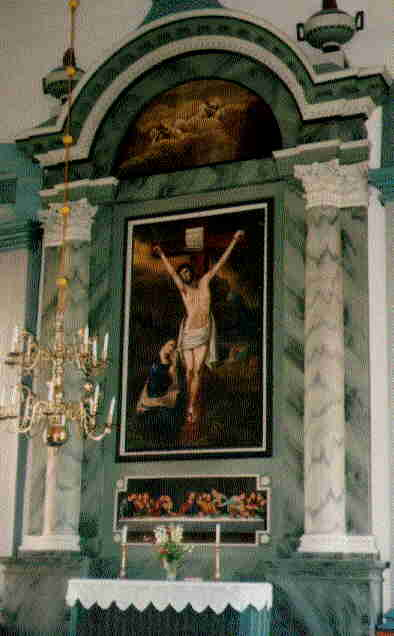
Larsmo kyrkas altartavla.

Johan Gustav Hedman, född 25 september 1800 i Jakobstad, död 12 februari 1866 i Vasa, var teckningslärare och konstnär verksam speciellt i finländska Lappland. Han har kallats "Altartavlornas fader i Lappland".
Hedmans föräldrar var målarmästaren  Gustaf Erik Hedman och Margaretha Elisabeth (Greta Lisa) född Store. Han var gift med Catharina Christina Hedman, född Granholm. Han studerade i Stockholms Kungliga konstakademien åren 1818–1821. Han erhöll Tessin-medaljen. Hedman fick rättigheterna som målarmästare i Uleåborg år 1822 och koncentrerade sig på att måla altartavlor efter Uleåborgs brand 1822. Han var teckningslärare vid Vasa lyceum från 1847. Efter branden i Vasa flyttade han med lyceet tillbaka till Jakobstad år 1852.
I Uleåborgs samlingar är Hedmans tavla "Uleåborg före branden 1822" den äldsta tavlan.

## Hedmans altartavlor i Finland
Heliga korsets kyrka i Kuusamo 1824, Kajana kyrka 1824, Pudasjärvi 1825, Hietaniemi kyrka 1826 (Hedenäset, Övertorneå församling), Hyrynsalmi 1830, Säräisniemi (okänt år), Kuhmo 1831 (brändes ned tillsammans med Lentiira kyrka), Honkajoki 1856, Keminmaa 1837, Tervola gamla kyrka 1831, Himango 1845, Kittilä 1831, Frantsila 1840, Kolari gamla kyrka 1832, Karungi 1829, Övertorneå 1827, Larsmo 1849, Purmo 1828 och Rimito 1857 (i lager).

## Hedmans konst i Sverige
Johan Gustav Hedman är representerad vid Kungliga biblioteket i Stockholm med målningen Utsikt af Vasa efter branden utförd 1852.